# 圣昂代奥勒德瓦勒
圣昂代奥勒德瓦勒（法語：Saint-Andéol-de-Vals）是法国阿尔代什省的一个市镇，属于拉让蒂耶尔区。该市镇2009年时的人口为526人。

## 人口
圣昂代奥勒德瓦勒人口变化图示
| 数据来源：INSEE |